# Johann Tauscher
Johann „Hans” Tauscher (Bécs, 1909. március 31. – 1979. január 21.) olimpiai ezüstérmes osztrák kézilabdázó.
Részt vett az 1936. évi nyári olimpiai játékokon, amit Berlinben rendeztek. A kézilabdatornán játszott, és az osztrák válogatott tagjaként ezüstérmes lett.